# Seynod
Seynod est une ancienne commune française située dans le département de la Haute-Savoie, en région Auvergne-Rhône-Alpes.
Au 1er janvier 2017, elle fusionne avec les communes d'Annecy, d'Annecy-le-Vieux, de Cran-Gevrier, de Meythet et de Pringy, pour devenir une commune nouvelle, Annecy, qui compte 128 422 habitants (données 2014). L'ancienne commune de Seynod comprend l’ancienne commune de Vieugy depuis 1965 et celle de Balmont depuis 1972. Sa population totale au 1er janvier 2017 est de 21 556 habitants, c'est la 2e commune historique de l'agglomération.

## Géographie

### Situation

#### Localisation
L'ancienne commune de Seynod est située dans la périphérie sud-ouest d'Annecy. Son point le plus bas est le quartier de Croix-Rouge, à 450 mètres d'altitude, et son point le plus haut le Semnoz, culminant à 1 620 mètres. Son territoire s'étale le long de la route départementale 5 (D 5), de la route départementale 1201 (ex-nationale 201) et de l'autoroute A41.
Ses seules limites naturelles sont les contreforts du massif du Semnoz situés au sud-est. Seynod appartient au cadre géologique du lac d'Annecy et fait partie de l'avant-pays savoyard au pied des Préalpes. Les principales caractéristiques sont les suivantes :
- à l'est, la montagne du Semnoz, anticlinal orienté nord-sud, qui constitue l'extrémité nord du massif des Bauges : sa structure est essentiellement formée de calcaire durs appartenant à l'Urgonien ;
- au nord-est la plaine d'Annecy, au débouché de la cluse du même nom, constituée d'alluvions fluvioglaciaires, puis immédiatement au sud de la plaine d'Annecy, une mince bande de molasses grises (Aquitanien), à l'est de Loverchy ;
- couvrant la majeure partie de la commune, un plateau de moraines montant régulièrement vers le sud-ouest est sillonné de vallons, au relief très doux ;
- en bordure occidentale, des plaques longilignes de molasses vertes (Burdigalien), à l'aplomb de Chavanod, Saint-Sylvestre et Montagny-Les-Lanches.

Le système hydrographique de Seynod comprend un ruisseau dit des Trois Fontaines, coulant du sud vers le nord au pied du massif du Semnoz, et divers ruisseaux dont le Marais de l'Ale, qui se jettent dans le Fier, ainsi que le ru de la Jatte qui se jette dans celui des Éparris.
Concernant la nature des sols, cultures et végétations, en fond de vallon ou dans les dépressions, les terrains riches en glaise imperméable, sont marécageux ; sur les sommets et les pentes, l'eau peut s'écouler et les terrains sont d'autant plus facilement cultivables qu'ils sont moins argileux et la présence d'eau faible ; enfin sur les terrains les plus favorables, se développent des cultures céréalières ainsi que l'élevage.

#### Communes limitrophes
| Chavanod             | Annecy                   | Annecy  |
| Montagny-les-Lanches | Seynod                   | Annecy  |
| Chapeiry             | Quintal, Viuz-la-Chiesaz | Sevrier |

#### Climat
Le climat y est de type montagnard en raison de la présence du massif alpin.
| Ville             | Ensoleillement | Pluie       | Neige   | Orage   | Brouillard |
| ----------------- | -------------- | ----------- | ------- | ------- | ---------- |
| Paris             | 1 797 h/an     | 642 mm/an   | 15 j/an | 19 j/an | 13 j/an    |
| Nice              | 2 694 h/an     | 767 mm/an   | 1 j/an  | 31 j/an | 1 j/an     |
| Strasbourg        | 1 637 h/an     | 610 mm/an   | 30 j/an | 29 j/an | 65 j/an    |
| Brest             | 1 530 h/an     | 1 210 mm/an | 9 j/an  | 11 j/an | 74 j/an    |
| Seynod            | 1 942 h/an     | 906 mm/an   | 26 j/an | 32 j/an | 25 j/an    |
| Moyenne nationale | 1 973 h/an     | 770 mm/an   | 14 j/an | 22 j/an | 40 j/an    |

Voici un aperçu dans le tableau ci-dessous pour l'année 2007 :
| Mois                                   | J    | F    | M    | A    | M    | J    | J    | A    | S    | O    | N    | D    | année |
| -------------------------------------- | ---- | ---- | ---- | ---- | ---- | ---- | ---- | ---- | ---- | ---- | ---- | ---- | ----- |
| Températures maximales moyennes (°C)   | 5    | 8    | 13   | 16   | 20   | 24   | 27   | 27   | 22   | 16   | 10   | 6    | 16.2  |
| Températures minimales moyennes (°C)   | -1   | 0    | 2    | 5    | 10   | 13   | 14   | 14   | 11   | 8    | 3    | 0    | 6.6   |
| Températures moyennes (°C)             | 2    | 4    | 7.5  | 10.5 | 15   | 18.5 | 20.5 | 20.5 | 16.5 | 15   | 6.5  | 3    | 11.6  |
| Précipitations (hauteur moyenne en mm) | 67.5 | 62.8 | 62.2 | 71.7 | 67.2 | 59.6 | 63.6 | 61.6 | 78.6 | 90.1 | 73.8 | 71.4 | 69.2  |
| Source: Météo France et Météo123       |      |      |      |      |      |      |      |      |      |      |      |      |       |

| Mise à part la zone de faible superficie au pied du Semnoz, dont le relief accentue la pluviométrie, on peut dire que le climat de Seynod peut globalement être comparé à celui de la région annécienne. Dans le tableau de droite figure les principaux relevés des hauteurs de pluie depuis 1969 (source : SILA) : |                              | \| année la plus pluvieuse \| 1980 avec 1 536,4 mm \| \| année la moins pluvieuse \| 1989 avec 816 mm \| \| mois le plus pluvieux \| septembre 1993 avec 281,5 mm \| \| mois le moins pluvieux \| octobre 1969 avec 2,1 mm \| |
| année la plus pluvieuse | 1980 avec 1 536,4 mm         | |
| année la moins pluvieuse | 1989 avec 816 mm             | |
| mois le plus pluvieux | septembre 1993 avec 281,5 mm | |
| mois le moins pluvieux | octobre 1969 avec 2,1 mm     | |

#### Voies de communication et transports

##### Voies routières
Seynod est traversée par la départementale 1201 (ex RN 201) et est desservie par deux échangeurs d'autoroute grâce aux sorties Annecy Centre et Seynod Sud (mises en service fin 2010) sur l'A41 (Chambéry - Genève).
La ville de Seynod comporte une avenue principale : l'avenue de Champs-fleuris, qui part du centre-ville pour se terminer à la limite de Cran-Gevrier, devant le lycée des Bressis.
Un nouveau boulevard urbain, le boulevard Costa-de-Beauregard, a été aménagé reliant le centre-ville aux nouveaux quartiers de Périaz (700 logements neufs) et aux centres commerciaux modernes de L'Arcaloz et du Val Semnoz. L'avenue Champs-fleuris et le boulevard Costa-de-Beauregard ont été aménagés avec une voie de transport en commun en site propre sur une longueur de près de deux kilomètres, accueillant une[Laquelle ?] des principales lignes de transport de l'agglomération d'Annecy.
Trois autres axes importants structurent le territoire :
- l'avenue Jean-Clerc, reliant le centre-ville au Vieux-Seynod (butte Saint-Martin), via le collège Le Semnoz (900 élèves) et le centre aquatique L'Île bleue (réalisation municipale du milieu des années 1990 transférée à l'agglomération en 2001) ;
- la route de Sacconges qui relie la partie nord de Seynod (en limite du quartier de Loverchy d'Annecy) à Vieugy et Balmont, hameaux en développement situés au sud du territoire dans un secteur resté agricole, via Sacconges ;
- la route des Creuses en direction de Chavanod et de Rumilly, desservant une importante zone d'activités économiques.

##### Pistes cyclables
La ville de Seynod est équipée de plusieurs pistes cyclables qui la relient aux villes et bourgs environnants : Annecy, Cran-Gevrier et Vieugy.

##### Transport ferroviaire
La gare la plus proche se trouve à Annecy.

##### Transports en commun
La ville de Seynod est desservie par les bus de la société intercommunale des bus de la région annécienne (Sibra), avec deux lignes principales (2 et 5) et trois lignes de proximité (13, 15 et 16).

##### Transports aériens
L'aéroport le plus proche se trouve à Meythet (aéroport d'Annecy Haute-Savoie Mont-Blanc) et les aéroports internationaux les plus proches sont à Genève (aéroport international de Genève) et à Lyon (aéroport de Lyon-Saint-Exupéry, aéroport de Lyon-Bron).

## Toponymie
Seinod (1793, 1801).
- Seynod remonterait à Sagenodum (ou Sugenadum) dont Sagina signifiant « graisse » et le suffixe -atum, d'où le sens global de « lieu ou l'on engraisse les porcs et les volailles »[réf. nécessaire]. Seynod en langue savoyarde se dit Sinnu ou Sênu (Sinne pouvant signaler une chênaie[réf. nécessaire]). Selon monsieur Ducis[Qui ?], Seynod pourrait venir des deux mots latins Sinus (golfe ou baie), et du gaulois dunon (château du golfe)[réf. nécessaire].

Le village de Vieugy est désigné sous la forme Velgiaco dans le cartulaire de l'abbaye de Talloires de la fin du XIIe siècle-début du XIIIe siècle.
En francoprovençal, le nom de la commune s'écrit Sénu, selon la graphie de Conflans.

## Histoire

### Préhistoire
Datant du Néolithique, une hache en pierre verte a été trouvée à Seynod, en 1800, par Charles Marteaux (1861-1956) de l'Académie florimontane, dans un champ aux confins du mas de Brezi (Bressis) et de la Brunaz (Brône), datée du néolithique final (3000-2000 av. J.-C.) et est conservée au musée-château d'Annecy, ce qui en fait un témoignage précis de cette période.
L'époque de la Tène, à Balmont, on a signalé l'existence d'une enceinte constituée d'une « doline » (petite cuvette circulaire à fond plat) ovale de 60 m x 100 m dans le bois de Varvets (ou des Vervets), surplombant le ruisseau des Esparris. Le pourtour de cette doline a été relevé par des accumulations de galets formant une enceinte située à environ 500 m au nord nord-est de Balmont dont elle est séparée par une dépression marécageuse appelée « le Marais ». Monsieur B. Ruffet classe cette enceinte de l'époque de la Tène.

### Période gallo-romaine
De nombreux sites gallo-romains nous rappellent que l'activité de Saginatum fut intense. Plusieurs sépultures, ainsi que des objets de céramiques IIIe et IVe siècles, ont été découverts au hameau de Branchy. Seynod est situé sur le tracé de la voie romaine, construite au IIIe siècle, reliant les vicus de Boutae (Annecy) à Lemencum (Chambéry) en passant par Aquae (Aix-les-Bains). Elle traversait les villas de Saginatum (Seynod), Coesiacus (Cesy), Bissunacus (Bessonnex), Veratiacus (Vraisy). À Seynod, sur les contreforts de l'église, une inscription romaine a fait l'objet d'une inscription à l'inventaire supplémentaire des monuments historiques en 1995.

### Moyen Âge
Au chef-lieu, des fondations d'un vaste bâtiment, des tuiles, des poteries et fragments de marbre ont été découverts à l'extrémité est du cimetière. Des décombres furent retirés un couteau, des gonds en fer, du verre et une plaque de molasse attribués aux Burgondes. La dotation de Lothaire à sa femme Thieteberge, en 867, mentionne les domaines de Belmontem (Balmont), Sagenodum (Seynod) et Viriglium (Vergloz), comme appartenant au domaine royal,,. Dans l'état actuel des recherches, c'est le plus vieux document attestant d'une façon formelle l'existence des trois anciennes communes. Une charte de donation par Guillaume II de Genève en faveur des dames de Sainte-Catherine, datée du 10 juin 1227, mentionne « Seymeno ».

### XXesiècle
Entre le 15 juin et le 16 juillet 1944, 40 résistants ont été fusillés à Vieugy, en quatre épisodes.
Les 29 août et 2 septembre 1944, en représailles aux fusillades citées ci-dessus, 80 prisonniers de guerre allemands, dont plusieurs soldats de la SS Polizei Regiment 19 sont tués par les partisans français.

### XXIesiècle
En janvier 2017, Seynod fusionne avec Annecy, Annecy-le-vieux, Cran-Gevrier, Meythet et Pringy pour former une grande commune d'Annecy. Seynod devient une commune déléguée.

## Politique et administration
La ville de Seynod est le chef-lieu du canton de Seynod, dépendant de l'arrondissement d'Annecy et qui regroupe douze communes. Seynod est membre de la communauté de l'agglomération d'Annecy (C2A).

### Tendances politiques et résultats
La commune de Seynod est une ville dont la tendance politique se place à droite depuis près de vingt cinq ans. En 1983, après Max Decarre et Mme Menthon, Jacques Besson fut élu pour la première fois sous l'étiquette de (DVD).
En 2001, le siège de maire sera pourvu par Françoise Camusso sous l'étiquette UMP. Elle fut réélue en 2008, puis en 2014 pour la première fois sous l'étiquette Union de la Droite. Avec le regroupement des communes faisant le Grand Annecy, cela fait d'elle la dernière maire de Seynod. Sa mandature se terminera en 2020.
Le conseil municipal de Seynod est composé d'un maire et de 33 conseillers municipaux. Parmi ces conseillers municipaux, on dénombre 7 maires-adjoints. Le groupe majoritaire comprend 23 membres, et quatre groupes minoritaires constituent l'opposition.
Voici ci-dessous le partage des sièges au sein du conseil municipal de Seynod :

### Liste des maires
Liste de l'ensemble des maires qui se sont succédé à la mairie de Seynod :

### Liste des maires délégués
| Période        | Période        | Identité          | Étiquette | Qualité |
| -------------- | -------------- | ----------------- | --------- | --- |
| 2 janvier 2017 | 4 juillet 2020 | Françoise Camusso | LR        | Conseillère départementale d'Annecy-4 (2015 → 2021) Vice-présidente du Grand Annecy (2017 → 2020) 1re vice-présidente du conseil départemental (2015 → 2021) |
| 4 juillet 2020 | En cours       | Olivier Barry     | DVC       | Retraité de la fonction publique |

### Centre départemental de gestion de la fonction publique territoriale de la Haute-Savoie
La Ville de Seynod est le siège de la Maison de la fonction publique territoriale de la Haute-Savoie, dans laquelle sont regroupés divers organismes intéressant l'ensemble des collectivités territoriales de Haute-Savoie et leurs personnels (19 850 agents territoriaux en Haute-Savoie) :
- le Centre départemental de gestion de la fonction publique territoriale de la Haute-Savoie, appelé communément le CDG 74, organisme compétent pour la gestion des agents territoriaux, depuis le recrutement, notamment par concours, jusqu'à la retraite, en passant par le déroulement de carrières, la promotion interne, l'action sociale, la prévention des risques professionnels, la médecine préventive, l'insertion des personnes handicapées, et la mise à disposition de personnels temporaires ou spécialisés (archivistes, secrétaire de mairie itinérant) ; cet établissement public regroupe 293 communes et 180 établissements publics (syndicats intercommunaux, communauté d'agglomération et communautés de communes) ;
- l'antenne départementale du CNFPT Rhône-Alpes Grenoble - organisme de formation ;
- MUTAME Savoie-Mont-Blanc, la principale mutuelle des agents territoriaux de Haute-Savoie.

(source : Directeur du CDG 74)

### Jumelages
La ville de Seynod est jumelée à la ville de  Ineu (Roumanie), et ce de façon formelle depuis le 26 septembre 1999. Un parrainage existait depuis 1989.
Depuis 2002, la municipalité souhaitait être jumelée à la ville de  Malgrat de Mar (Espagne). Ce souhait est devenu réalité en 2005/2006 avec la signature d'une charte de jumelage à Malgrat de Mar en mai 2005, une cérémonie analogue ayant été organisée en juin 2006 à Seynod.

## Population et société
Ses habitants sont appelés les Seynodiens.

### Démographie
L'évolution du nombre d'habitants est connue à travers les recensements de la population effectués dans la commune depuis 1793. Pour les communes de plus de 10 000 habitants les recensements ont lieu chaque année à la suite d'une enquête par sondage auprès d'un échantillon d'adresses représentant 8 % de leurs logements, contrairement aux autres communes qui ont un recensement réel tous les cinq ans,.

En 2014, la commune comptait 20 955 habitants, en évolution de +16,8 % par rapport à 2008 (Haute-Savoie : +6,01 %, France hors Mayotte : +2,11 %).
| 1793 | 1800 | 1806 | 1822 | 1838 | 1848 | 1858 | 1861 | 1866 |
| ---- | ---- | ---- | ---- | ---- | ---- | ---- | ---- | ---- |
| 348  | 251  | 322  | 456  | 500  | 460  | 443  | 447  | 471  |

| 1872 | 1876 | 1881 | 1886 | 1891 | 1896 | 1901 | 1906 | 1911 |
| ---- | ---- | ---- | ---- | ---- | ---- | ---- | ---- | ---- |
| 474  | 493  | 525  | 574  | 531  | 505  | 502  | 508  | 540  |

| 1921 | 1926 | 1931 | 1936 | 1946 | 1954 | 1962  | 1968  | 1975  |
| ---- | ---- | ---- | ---- | ---- | ---- | ----- | ----- | ----- |
| 547  | 561  | 612  | 729  | 794  | 989  | 2 383 | 3 780 | 9 339 |

| 1982   | 1990   | 1999   | 2006   | 2011   | 2014   | - | - | - |
| ------ | ------ | ------ | ------ | ------ | ------ | - | - | - |
| 13 175 | 14 764 | 16 365 | 17 437 | 18 646 | 20 955 | - | - | - |

La nouvelle population légale de Seynod, entrée en vigueur au 1er janvier 2014 est de 20 955 habitants (population municipale), et de 21 556 avec les doubles comptes.
La ville de Seynod est le chef-lieu du canton le plus peuplé de Haute Savoie avec 53 451 habitants (population avec doubles comptes inclus, 51 671 sans les doubles comptes).
En 1561, le recensement, fait à la demande du duc Emmanuel-Philibert, donne pour la paroisse de Seynod, 407 habitants répartis en 82 feux. Seules huit familles sont aisées. Le reste de la population est composé de métayers et de petits paysans.
En 1755, une enquête de l'intendant du Genevois, dénombre 216 Seynodiens. En 1776, ils sont 229.
En 1832, la population de Seynod, comprend 556 habitants répartis en 19 hameaux. Parmi ceux-ci, 9 seulement ont plus de 20 habitants et 4 plus de 60 habitants. Cette population est essentiellement agricole.
L'expansion territoriale et démographique de Seynod a été favorisée par la fusion de Vieugy en 1965 et la fusion association avec Balmont en 1973. Cette fusion association s'est transformée en fusion pleine le 1er juillet 1999. Depuis les années 2010, la population s'est accrue de façon importante avec la création de quelque 900 logements, en particulier dans le nouveau quartier de Périaz, mais aussi dans les villages de Sacconges, de Vieugy et de Balmont.
Évolution de la pyramide des âges de la ville de Seynod, comparaison entre l'année 1999 et 1982 :
| Hommes | Classe d’âge | Femmes |
| ------ | ------------ | ------ |
| 237    | 75 à plus    | 348    |
| 808    | 60 à 74      | 825    |
| 2 484  | 40 à 59      | 2 567  |
| 2 155  | 20 à 39      | 2 194  |
| 2 458  | 0 à 19       | 2 291  |

| Hommes | Classe d’âge | Femmes |
| ------ | ------------ | ------ |
| 73     | 75 à plus    | 159    |
| 258    | 60 à 74      | 287    |
| 1 415  | 40 à 59      | 1 244  |
| 2 190  | 20 à 39      | 2 311  |
| 2 686  | 0 à 19       | 2 576  |

### Enseignement
Seynod compte huit écoles primaires qui sont les écoles de La Jonchère, du Cep, des Muraillons, les Neigeos, Barral, Vieugy, Balmont et les Cordeliers (établissement privé), ainsi que deux collèges : le Semnoz, l'un des plus importants de Haute Savoie (900 élèves) et Saint-François-des-Cordeliers (privé), et deux lycées :
- le lycée professionnel Amédée-Gordini (métiers mécaniques et productique, complété par un CFA carrosserie)[16] ;
- le lycée polyvalent privé Les Bressis d'Enseignement Catholique général, technologique et professionnel (métiers des secteurs social, santé et gestion administrative) + enseignement supérieur et un centre de formation en alternance[17].

En novembre 2013, l'ancienne école de Balmont a laissé place à un nouveau groupe scolaire dont l'architecture a privilégié le bois pour la construction de la structure.
En décembre 2013, le nouveau CFA régional des métiers du bâtiments de la Fédération compagnonnique du Tour de France, installé à Seynod, s'agrandit pour regrouper les apprentis compagnons, à la fois pour leur formation (jusqu'alors dispensée à Meythet) et pour leur hébergement, et une « première poutre » symbolique d'une magnifique charpente a été posée en présence de madame Camusso, maire, vice-présidente du conseil général, et de M. Meyrieu, vice-président du conseil régional chargé des politiques de formation en Rhône-Alpes.

### Manifestations culturelles et festivités
- Chaque premier week-end de septembre, l'association Les Amis du Vieux Seynod organise la fête du Vieux Seynod qui a pour but de rappeler les traditions rurales et artisanales aux habitants[18].
- Chaque deuxième samedi de septembre, la Ville organise le Forum des Clubs Sportifs sur la place de l'Hôtel-de-Ville, permettant à ces derniers de présenter à la population leurs activités par le biais de stands et de démonstrations grandeur nature.
- Une année sur deux, la ville organise le Salon de la francophonie au sein de l'hôtel de ville et sur sa place, où les grands noms internationaux de l'écrit en français viennent présenter leur vision de la langue française au travers de stands et de conférences/débats.
- Les 13 et 14 juillet de chaque année, le Comité des fêtes organise « La Seynodienne » dans le centre-ville, grande manifestation regroupant un vide-grenier sur 2 km linéaire et une exposition de véhicules anciens. La veille, l'association programme le feu d'artifice traditionnel.
- Courant octobre, l'association Seynod en Fêtes organise dans le centre-ville sa traditionnelle Fête d'Automne.
- Le Club TELI[19] organise également un grand Forum des Voyageurs tous les ans fin novembre sur Seynod, qui réunit plusieurs milliers de voyageurs venus de l'Europe entière.
- Rencontres Jeunes Théâtre (10e rencontres bisannuelles auxquelles participent de nombreux lycéens du département).

### Sports
La ville est dotée de quatre gymnases (Max-Décarre géré par la ville, collège du Semnoz et lycée Amédé-Gordini géré par la C2A et celui du lycée des Bressis) et d'un complexe nautique été-hiver « l'Ile Bleue », avec de nombreuses activités dont des activités générées par le club de natation, Seynod Natation, qui a la particularité d'avoir quatre sections sportives qui sont la natation, la natation sportive, le water-polo et la natation synchronisée.
Un skate-park a été réalisé dans le cadre d'une réflexion d'une commission extra-municipale Ados en 2007. L'année 2013 a vu l'aménagement d'un mini complexe à Vieugy (skate park et City Stade) à la demande de la commission Jeunesse et Sport.
Il y a sur Seynod 36 clubs sportifs : triathlon, basket, football, judo, karaté, aïkido, pombo, tennis, tennis de table, pétanque, boule lyonnaise, boxe, échecs, cyclisme, natation, water-polo, natation synchronisée etc.
La ville de Seynod a également la particularité d'avoir deux clubs de football : l’US Semnoz et l’ESS Football  (soit plus de 700 licenciés sur la ville). Une équipe de roller hockey, le Seynod Rilh, et une équipe de Rink Hockey, le RCK, évoluant en national et dont les matches se déroulent au gymnase Max-Décarre.
Depuis la saison 2009/2010, le complexe sportif de Vieugy (3 terrains de foot, club house, et boulodrome couvert) est doté d'un terrain synthétique : une pelouse sans remplissage, agréée par la Fédération française de football, et sélectionnée par la municipalité de Seynod en lien avec la sensibilité du « Projet Eco Plaisir » instauré par le club. En 2012, c'est le complexe Max-Décarre qui a été à son tour équipe d'une très belle infrastructure avec moquette synthétique.
La ville de Seynod entre 2009 et 2013, sous l'impulsion de l'adjoint au sport, a instauré trois actions :
- l'École des sports qui permet chaque année à des centaines de jeunes Seynodiens de découvrir et tester diverses activités sportives en une année (13 pour la saison 2013/2014) grâce à 3 cycles de 8 ou 9 séances. Cette école a la particularité de fonctionner grâce à un solide partenariat entre la ville et les associations sportives : l'adhésion à faible coût est reversée aux associations participantes par le biais d'une subvention ;
- les clubs de sports ont la possibilité de présenter leurs activités chaque année sur la place de l'Hôtel-de-Ville grâce au Forum des clubs sportifs, le deuxième samedi du mois de septembre ;
- la Soirée des Sportifs Méritants, véritable succès populaire du début de l'année permettant aux sportifs et bénévoles de Seynod de voir leur implication, leurs résultats et leurs efforts récompensés !

### Médias
Toutes les semaines, depuis 2011, un magazine télévisuel de 13 minutes retrace les évènements forts de la Ville de Seynod. SeynodMag est diffusé sur la télévision locale (TV8 Mont-Blanc), sur le web et sur des téléviseurs installés à travers la ville (actualisées toutes les semaines).
Noms des réalisateurs : Marie Montvuagnard, Julie Daubié et anciennement Sophie Perrier, Raphaël Chiantello.
Les locaux de SunAlpes Radio sont également basés à Seynod.

## Économie

### Entreprises de l'agglomération
Dans les zones marécageuses, on récoltait autrefois de la « blache » pour la litière du bétail et des « foins » de deuxième qualité pour les chèvres et les génisses. L'enquête de 1755, dénombre 53 familles d'agriculteurs cultivant le froment, notamment. Plusieurs moulins, bâtis sur le ruisseau des Trois Fontaines (moulin de l'Enfer, moulin Gaillard, moulin les Derniers), travaillent le grain. En 1889, on construit la fruitière un an après celle de Vieugy et vingt-cinq ans après celle de Chaux.
En 1901, des artisans et des commerçants s'installent dans la commune. En 1936 on compte alors 9 commerçants, 22 artisans et une grosse usine (Métrix -que devient-elle ?). En 1932, l'édification d'un nouveau bâtiment à la fruitière de Vieugy atteste l'importance de l'élevage laitier sur les flancs du Semnoz.
Jusqu'au milieu du XXe siècle, Seynod ne subit pas de changement profond. Dans les années 1960, la commune favorise l'implantation d'entreprises dans la zone industrielle de Vovray dont elle est partiellement propriétaire. Ainsi, le déclin de l'agriculture et la croissance d'Annecy ne condamnent pas Seynod au destin de ville-dortoir et de zone commerciale péri-urbaine. La fusion de Vieugy réintroduit un peu de campagne dans le territoire de la commune mais elle ouvre aussi la voie à l'urbanisation des contreforts du Semnoz. Il y a alors 80 exploitations agricoles sur 800 hectares. En 1966, la S.N.R. bâtit une unité de production sur la commune. À peu près à la même époque (à préciser), l'usine Millet s'installe au-dessus de la RN 201, rue de la Taillée (l'usine a fermé dans les années 1990 et des immeubles d'habitation ont pris sa place en 2005).
Quatre ans plus tard, la municipalité ouvre une nouvelle zone industrielle le long de la RN 201. À partir de 1975, de nouvelles zones d'activités apparaissent : Césardes, Val-vert-Sainte-Catherine. Le nombre d'exploitations agricoles diminue: 73 en 1979, 51 en 1988, moins de 45 en 1995. Parallèlement à l'industrie et aux services, Seynod accueille plusieurs hôtels, aujourd'hui au nombre de trois, renforçant ainsi les possibilités d'hébergement dans le sud de l'agglomération avec un peu plus de 460 chambres : Mercure-Annecy-Sud (Seynod centre, 66 chambres), Altess Hôtel (Périaz, 41 chambres), Fast hôtel (Cézardes, 48 chambres). La capacité d'accueil hôtelier a été considérablement renforcée en 2010 avec l'ouverture de l'Appart-City d'Annec-sud, avec 306 chambres, à proximité des restaurants « Le 76 » (Mercure) et « Le grain de Sel » (Hôtel de Ville).
Des meublés et gîtes sont également disponibles à « La Ferme de Chateau Vieux » entre Périaz et Vieugy.

## Culture locale et patrimoine

### Lieux et monuments

#### Monuments laïques
Seynod comporte 4 châteaux et 1 maison noble :
- Le Châteauvieux, est bien conservé avec une tour ronde et une belle porte cochère surmontée d'un écusson de 1593 aux armes de Pelard.

- Le château de Periaz (ou Peyriaz), situé à 500 m en aval de Châteauvieux, sur la route d'Aix, cette demeure fortifiée remonterait au XVIe siècle, où elle est acquise par la famille de Regard. Son plan consiste en un corps de bâtiment rectangulaire avec deux tours triangulaires percées de meurtrières et sur chacune un colombier s'ouvrant en pleine arête d'angle.
Au XVIIe siècle, la seigneurie de Periaz appartenait à la branche de Chanay des Regards de Villeneuve. Confisqué à la Révolution, le domaine passa dans de nombreuses mains, dont celles du docteur François Terrier. La famille Jacquet est la dernière famille à avoir exploité les terres entourant ce site dans le respect des valeurs agricoles et terriennes des Seynodiens.
- Le château d'Orlier[21] (ou Orlyer, Orlyé), situé à proximité de l'église de Balmont, seule une tour ronde coiffée d'un toit conique est reconnaissable.
Son origine exacte est inconnue. On sait cependant qu'au XIVe siècle il appartenait aux sires d'Orlier.
- Le château de Méclaz, il était situé sur le plateau élevé au-dessus des maisons de Méclaz, à la limite de la paroisse de Quintal. Il avait son étang, dont on voit encore les digues en allant au Pennossey. Les ruines en sont à peine visibles.
Il faisait partie de la seigneurie de Quintal. Il fut vendu en 1824, à un marchand de biens qui en a divisé les terres.
- La maison des nobles d'Orlier de Viuz-la-Chiésaz, située à Sacconges, où on la trouve déjà en 1642.

#### Monuments religieux

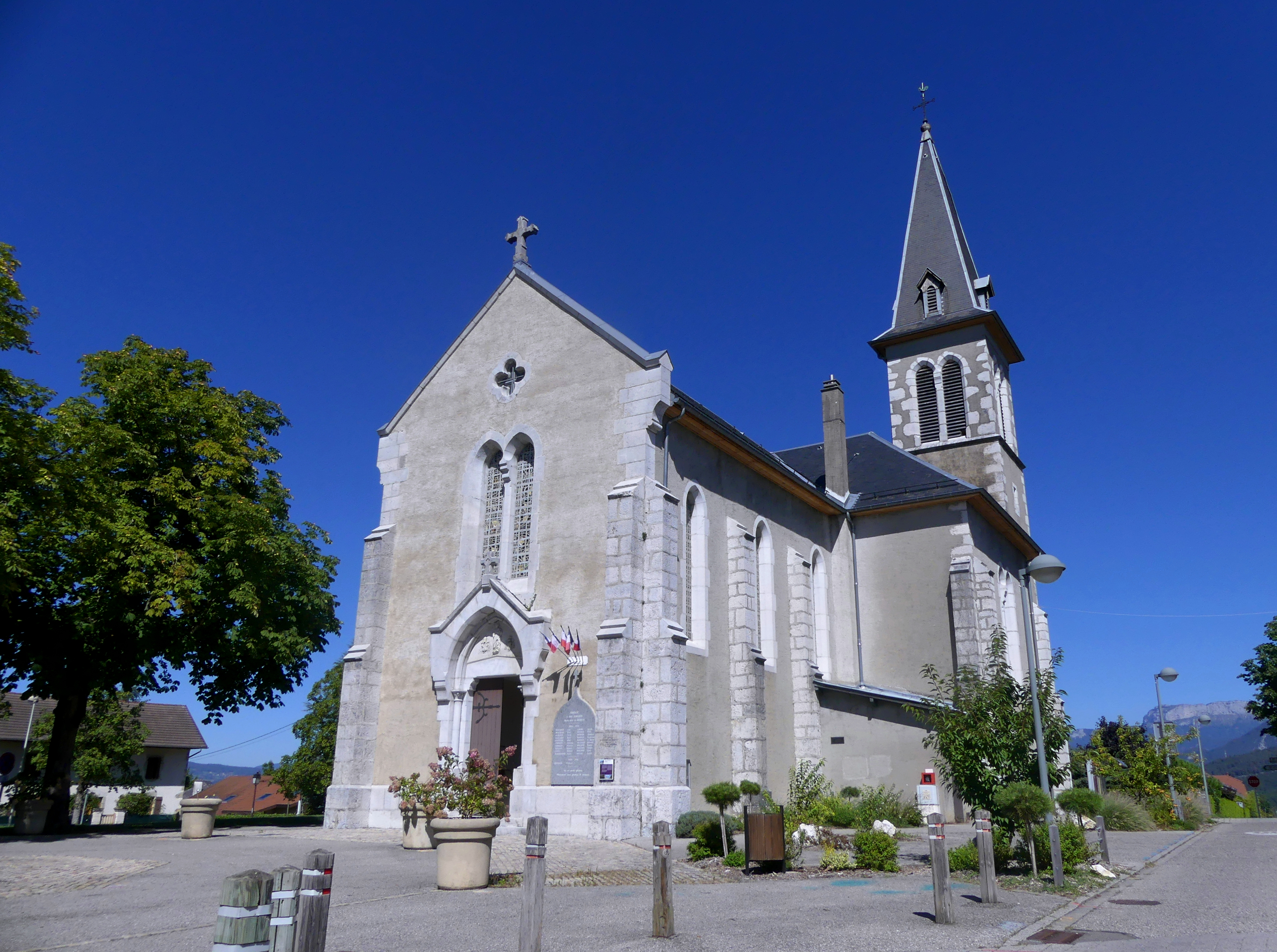
Église Saint-Martin à Vieugy.

- Église Saint-Maurice, du XVIe siècle, remaniée aux XVIIe et XIXe siècles.
- Chapelle de Vieugy (ancienne église Saint-Martin), reste du chœur fin XVIe siècle ou début XVIIe siècle.
On sait qu'elle est donnée avec toutes ses dîmes vers 1140 par Arducius de Faucigny, à l'abbaye de Talloires, qui en garda le patronage jusqu'en 1753. Le curé Domenget fixe son origine au XIe siècle ou XIIe siècle sur les bases d'un édifice plus ancien. Le 2 avril 1706, le presbytère devint la proie des flammes et les registres de la paroisse furent consumés. À la fin du XVIIIe siècle, l'église se trouvait dans un triste état. Malgré des réparations, l'église menaçant de tomber en ruine, fut démolie en 1871. Le conseil municipal décida toutefois de conserver le chœur en y plaçant la porte d'entrée de l'ancien édifice. Les pierres de l'ancien édifice servirent à élever le mur devant la croix de la chapelle actuelle. Pour remplacer la vieille église, une nouvelle fut construite en 1872 sur le CD5 au lieu-dit Contamine, en style néogothique (architecte Camille Ruphy). Elle fut consacrée en 1877[22] par son Excellence monseigneur Magnin évêque d'Annecy.
- Chapelle de Loverchy (ancienne église Saint-Étienne), modeste chapelle, elle se situe à l'écart du CD 5, servant de grange, elle a fait l'objet d'une rénovation.
Elle existait au milieu du XVe siècle.
- Église Saint-Martin, son chœur à voûte en anse de panier date du XVIIe siècle, les vitraux du XVIIIe siècle. Le presbytère tout proche date, quant à lui, du XVIe siècle.
- Église de Balmont, placée sous le patronage de sainte Agathe et Notre-Dame de l'Assomption. Le nouvel édifice, de style néogothique, est construit selon les plans de l'architecte annécien Camille Ruphy, en 1868. Elle est consacrée en 1869. Elle fait l'objet d'un pèlerinage dédiée à sainte Agathe[23].

### Espaces verts et fleurissement
En 2014, la commune de Seynod bénéficie du label « ville fleurie » avec « 2 fleurs » attribuées par le Conseil national des villes et villages fleuris de France au concours des villes et villages fleuris.

### Patrimoine et équipements culturels
Depuis le 1er décembre 2006, dans le cadre du réaménagement du centre-ville, la bibliothèque municipale de Seynod, deuxième de l'agglomération annécienne[réf. nécessaire], est devenue une médiathèque à la suite d'un important programme de rénovation et d'extension du complexe administratif ouvert en 1983, abritant en outre l'hôtel de ville et l'auditorium.
Le chemin idéal : c'est un parc privé de 5 000 m2 arboré, que le visiteur découvre en suivant un chemin dallé de pierre et jalonné de 33 sculptures chargées de symboles et de sens ; un parcours artistique, à caractère initiatique assurément...

### Personnalités liées à la commune
- Henri Verjus (1860-1892), missionnaire, vicaire apostolique a passé son enfance à Seynod. Une rue de la ville porte son nom.

### Héraldique
| Armes de Seynod | Les armes de Seynod se blasonnent ainsi : Écartelé ; au premier de gueules à la croix d'argent ; au deuxième d'argent à l'épi de blé soudé d'or accosté de deux filets brisés alésés de sable de trois dents chacun, celui de dextre en barre et celui de senestre en bande, les deux évoquant le contour d'un sapin ; au troisième d'argent au fragment de roue dentée soudée d'or, constitué d'une moitié senestre augmenté d'un huitième en chef, côtoyé à dextre et soutenu d'une marque du même symbolisant le profil de Mercure, au quatrième d'azur au chevron alésé renversé d'or entrelacé en sautoir avec un chevron alésé d'argent, le tout cantonné de quatre étoiles du même. - Armes fautives : les deux quartiers d'argent sont meublés d'or. - Le blason symbolise l'histoire et la vie actuelle de la commune. - Le 1er quartier indique l'appartenance au duché de Savoie. - Le 2e quartier, représenté par un épi de blé et un sapin, symbolise l'activité agricole et rappelle l'importance de la forêt sur la commune. - Le 3e quartier symbolise l'activité industrielle par la roue dentée, et l'activité commerciale par la tête de Mercure, dieu du Commerce. - Le 4e quartier représente les armoiries de la famille Pelard dont les chefs furent seigneurs de Seynod au XIVe siècle, XVe siècle et XVIe siècles. |